# Richtlinien für Lichtsignalanlagen

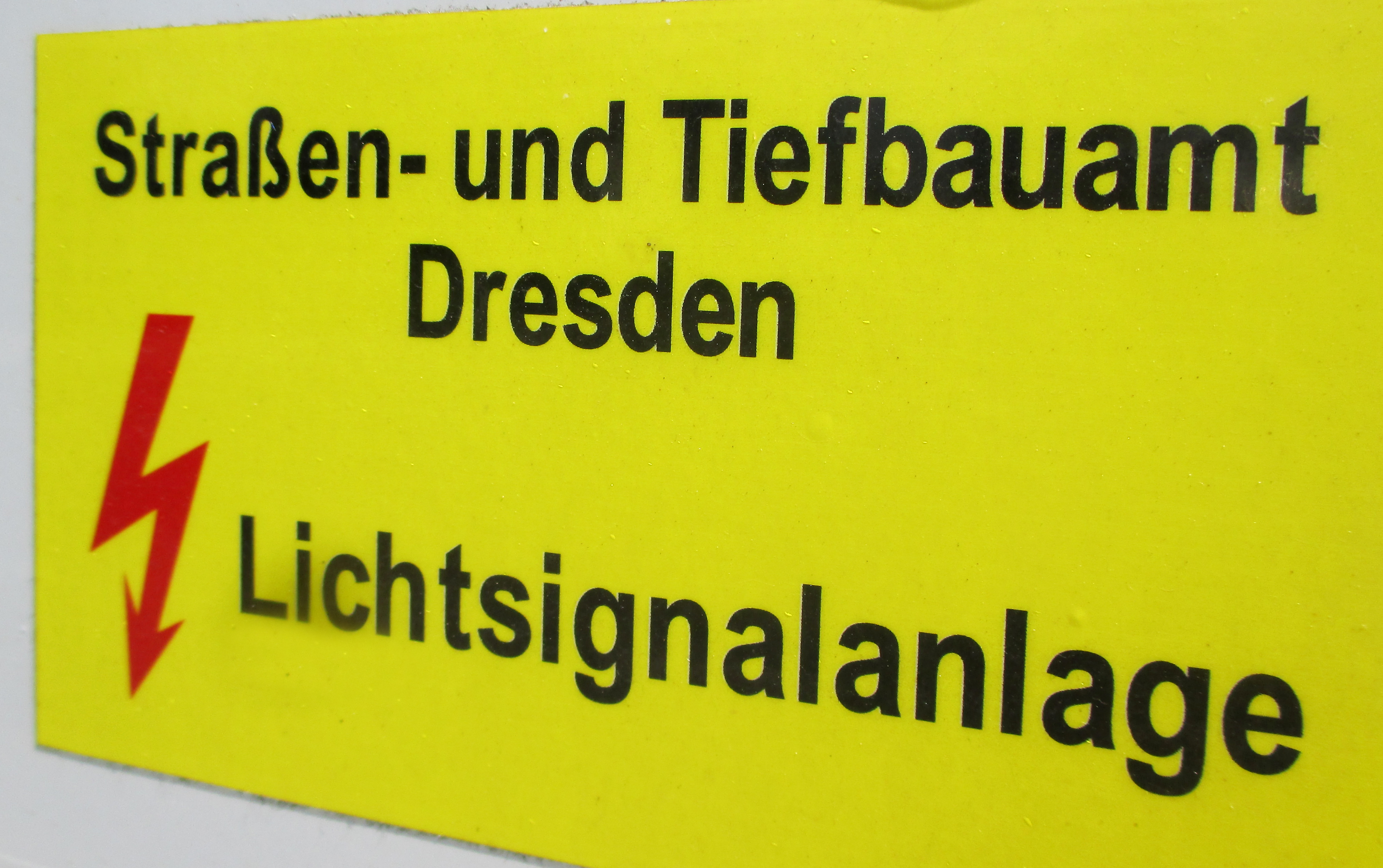
Warnschild Lichtsignalanlage – Straßen- und Tiefbauamt Dresden

Die Richtlinien für Lichtsignalanlagen (kurz RiLSA) sind ein in Deutschland gültiges technisches Regelwerk und enthalten Vorgaben und Empfehlungen für die Planung und Betrieb von Lichtsignalanlagen. Sie werden herausgegeben von der Forschungsgesellschaft für Straßen- und Verkehrswesen. Aktuell gültig ist die Ausgabe 2015, welche die (inhaltlich weitgehend identische) Ausgabe aus dem Jahr 2010 ersetzt. Änderungen sind in einem kostenfrei beziehbaren PDF nachzulesen. Mit der RiLSA 2010 wurde von der FGSV auch eine Beispielsammlung herausgegeben, die einen Überblick gibt, wie die Bestimmungen und Empfehlungen der RiLSA umgesetzt und angewendet werden können. Die Beispielsammlung wurde 2017 aktualisiert und unter der FGSV-Nr. 321/1 veröffentlicht.

## Geschichte
Die erste deutsche Straßenverkehrs-Ordnung von 1934 enthielt lediglich in deren § 28 Abs. 3 Regelungen über die Verwendung von Farbzeichen zur Verkehrsregelung. 1953 wurden in der Bundesrepublik weitere Regelungen über Farbzeichen in die StVO aufgenommen, insbesondere zur Reihenfolge der Farben und über die Verwendung von Zeigerampeln. Auch wurde der Grüne Pfeil eingeführt. 1956 wurden im Verkehrsblatt die Farbgrenzen für Lichtsignalanlagen festgelegt; diese Bekanntmachung wurde 1960 durch die DIN-Norm DIN 6163 ersetzt. Eine weitere Verkehrsblattverlautbarung von 1959 legte das exakte Aussehen der Schablonen für Fußgängerampeln fest. 1972 wurde das „Merkblatt für Lichtsignalanlagen an Landstraßen“ eingeführt, welches die „Richtlinien für Entwurf, Bau und Betrieb von Lichtsignalanlagen im Straßenverkehr“ von 1964 und 1966 ergänzte. 1977 wurden diese Regelwerke durch die Richtlinien für Lichtsignalanlagen ersetzt, welche 1981, 1992 (1994, 1999 und 2003 geändert) und 2015 neu erschienen sind.

## Inhalt
Das Regelwerk besteht im Wesentlichen aus acht Abschnitten. Im ersten Abschnitt werden allgemeine Grundsätze für den Einsatz von Lichtsignalanlagen erläutert. Der zweite Abschnitt behandelt den Entwurf eines Signalprogramms. Wechselwirkungen zwischen Lichtsignalsteuerung und dem Entwurf von Straßenverkehrsanlagen werden im dritten Abschnitt dargestellt. Der vierte Abschnitt behandelt Steuerungsverfahren von Lichtsignalverfahren. Sonderformen der Signalisierung werden im fünften Abschnitt geregelt. Abschnitt sechs befasst sich mit der technischen Ausführung und Abschnitt sieben mit der technischen Abnahme und dem Betrieb. Der letzte Abschnitt geht auf das Qualitätsmanagement ein.

### Größe der Signalgeber
|                     | Variante                           | Durchmesser/Seitenlänge |
| ------------------- | ---------------------------------- | ----------------------- |
| Signalgeber         | Regelgröße                         | 200 mm                  |
| Signalgeber         | Übergröße                          | 300 mm                  |
| Signalgeber         | Signalisierung von Radfahrerfurten | 100 mm                  |
| Fahrstreifensignale | Mindestgröße                       | 390 mm                  |
| Fahrstreifensignale | Normalgröße                        | 500 mm                  |
| Fahrstreifensignale | Übergröße                          | 600 mm                  |
| Quelle:             |                                    |                         |

## Bildtafel der Lichtsignale

### Signalgeber für den Kraftfahrzeug, Fahrrad- und Fußgängerverkehr

Rot
Gelb
Grün
Rotes Fußgängersinnbild
Grünes Fußgängersinnbild
Rotes Radverkehr-Sinnbild
Grünes Radverkehr-Sinnbild
Rotes gemeinsames Fußgänger- und Radverkehrsinnbild
Grünes gemeinsames Fußgänger- und Radverkehrsinnbild
Rotes Radverkehr-Sinnbild mit Pfeil nach Links
Rotes Radverkehr-Sinnbild mit Pfeil Geradeaus
Rotes Radverkehr-Sinnbild mit Pfeil nach Rechts
Grünes Radverkehr-Sinnbild mit Pfeil nach Links
Grünes Radverkehr-Sinnbild mit Pfeil Geradeaus
Grünes Radverkehr-Sinnbild mit Pfeil nach Rechts
Rot mit Pfeil nach Links
Rot mit Pfeil nach Rechts
Rot mit Pfeil Geradeaus
Rot mit Pfeil Diagonal nach Links
Rot mit Pfeil Diagonal nach Rechts
Rot mit Pfeil Geradeaus und nach Links
Rot mit Pfeil Geradeaus und nach Rechts
Gelb mit Pfeil nach Links
Gelb mit Pfeil nach Rechts
Gelb mit Pfeil Geradeaus
Gelb mit Pfeil Diagonal nach Links
Gelb mit Pfeil Diagonal nach Rechts
Gelb mit Pfeil Geradeaus und nach Links
Gelb mit Pfeil Geradeaus und nach Rechts
Grüner Pfeil nach Links
Grüner Pfeil nach Rechts
Grüner Pfeil Geradeaus
Grüner Pfeil Diagonal nach Links
Grüner Pfeil Diagonal nach Rechts
Grüner Pfeil Geradeaus und nach Links
Grüner Pfeil Geradeaus und nach Rechts

### Signale für Straßenbahnen, Linienbussen und Taxis

Keine Fahrtfreigabe
Fahrt geradeaus freigegeben
Fahrt nach rechts freigegeben
Fahrt nach links freigegeben
Halt zu erwarten
Permissivsignal
Türen schließen

### Hilfssignalgeber

Allgemeine Warnung
Warnung vor Straßenbahn
Warnung vor Kraftomnibus
Warnung vor Radverkehr
Warnung vor Fußgängern
Warnung vor Fußgängern und Radverkehr
Warnung vor Reitern
Pfeilsinnbild Links
Pfeilsinnbild Rechts

### Fahrstreifensignalgeber
(Hinweis: )

Rote gekreuzte Schrägbalken / Fahrstreifen darf nicht benutzt werden
Gelber, schräg nach links unten gerichteter Pfeil / Fahrstreifen in Pfeilrichtung wechseln
Gelber, schräg nach rechts unten gerichteter Pfeil / Fahrstreifen in Pfeilrichtung wechseln
Grüner, nach unten gerichteter Pfeil / Fahrstreifen für Verkehr freigegeben

### Geschwindigkeitssignalgeber

Geschwindigkeitssignal 40 km/h
Geschwindigkeitssignal 50 km/h
Geschwindigkeitssignal 60 km/h

### Maße und Ausführung der Lichtsignale

Anwendung von Geschwindigkeitssignalen (Ausführung als Ampel)
Maße für Kontrastblenden an Signalgebern
Maße für Abschirmblenden (Schuten)
Anordnung von zweifeldigen Richtungssignalgebern für Rechtsabbieger
Mindesthöhen und -abstände für Signalgeber

### Taktile Signalgeber nach DIN 32981

Richtungspfeil (eine Fußgängerfurt)[19]
Richtungspfeil mit Kerbe (hintereinander liegende Fußgängerfurten mit nicht in die Signalisierung einbezogenen Sonderfahrstreifen)[20]
Richtungspfeil mit punktförmiger Erhebung (getrennte Signalisierung mehrerer hintereinander liegender Furten mit erneuter Anforderung)[21]
Richtungspfeil mit erhabenem Querbalken (Fußgängerfurten mit Schutzinsel)[22]

## Besonderheiten
Mit der Deutschen Wiedervereinigung erlangte die RiLSA auch auf dem Gebiet der ehemaligen DDR ihre Gültigkeit. Die bis dahin verwendeten Signalzeichen und Signalfolgen der DDR wurden daraufhin nach und nach den Vorgaben der RiLSA angepasst. Wegen der Vielzahl von Ampelanlagen und der hohen Kosten für die Umrüstung dauerte diese Anpassung viele Jahre. So gab es beispielsweise bis August 2004 in Dresden und in Magdeburg eine Lichtsignalanlage mit Grün-Gelb-Phase als Vorwarnstufe vor der Gelb-Phase. In Frankfurt (Oder) wurde die letzte Ampelanlage mit Grün-Gelb-Phase, die seit 1985 in Betrieb war, am 25. Mai 2009 um 8 Uhr abgeschaltet. Das weithin bekannte ostdeutsche Ampelmännchen war sodann gemäß der ursprünglichen Fassung der RiLSA nicht zulässig und wurde vielerorts ausgetauscht. Nach Protesten aus der Bevölkerung wurden die Richtlinien angepasst und das Ost-Ampelmännchen für zulässig erklärt.
Wegen der nicht-geschlechterneutralen Darstellung (es ist für manche Menschen eindeutig als Mann erkennbar) wird das „Ampelmännchen“ gelegentlich kritisiert, da es Gleichstellungsbemühungen zwischen Frau und Mann aushebele.
Abweichungen von der Richtlinie können an verschiedenen Orten angetroffen werden. So befinden sich beispielsweise in Düsseldorf Fußgängerampeln, die ein Gelbsignal zeigen, obwohl die Richtlinien nur ein Grün- und ein Rotsignal für Fußgänger vorsehen.